# Макаби, Полин
Поли́н Макаби́ (фр. Pauline Macabies; 3 марта 1986, Шамбери, Франция) — французская биатлонистка.

## Биатлонная карьера
Занимается биатлоном с 2000 года. Личный тренер — Жюльен Этьен Буш. Многократный призёр юниорских соревнований.
C 2004 года выступает за национальную сборную Франции. Международный дебют в этом качестве состоялся на 5-м этапе Кубка Европы 2003/2004, где в дебютной же гонке (спринт на 7,5 км) она показала 13-й результат. В сезоне 2005/2006 годов одержала первую победу на этапе молодёжного Кубка Европы, став сильнейшей в гонке преследования на 3-м этапе в Австрии. В том же сезоне выиграла индивидуальную гонку в рамках чемпионата Европы в немецком Лангдорф-Аберсее.
25 марта 2006 года дебютировала в Кубке мира среди взрослых (сезон 2005/06) в рамках 9-го этапа в норвежском Хольменколлене в спринтерской гонке, показав 69-й результат. Впервые в очки пробилась 13 декабря 2006 года (сезон 2006/07) в рамках 3-го этапа в австрийском Хохфильцене в индивидуальной гонке, показав 14-й результат. 3 января 2008 года дебютировала за сборную Франции в эстафете на этапе Кубка Мира (сезон 2007/08) — в рамках 4-го этапа в немецком Оберхофе. Команда в составе Дельфина Перетто / Сильви Бекар / Полин Макаби / Сандрин Байи показала 2-й результат, 12 секунд уступив сборной Германии.
В 2013 году Полин Макаби завершила свою карьеру в биатлоне.

## Результаты

### Кубок мира
| Сезон                                                                                           | Дисциплина    | Этапы  | Этапы  | Этапы  | Этапы  | Этапы  | Этапы  | Этапы  | Этапы  | Этапы  | Этапы  | Итог (очки/место) (по дисциплинам) | Итог (очки/место) (по дисциплинам) | Итог (очки/место) (общий) | Итог (очки/место) (общий) |
| Сезон                                                                                           | Дисциплина    | 1      | 2      | 3      | 4      | 5      | 6      | 7      | 8      | 9      | 10     | Итог (очки/место) (по дисциплинам) | Итог (очки/место) (по дисциплинам) | Итог (очки/место) (общий) | Итог (очки/место) (общий) |
| ----------------------------------------------------------------------------------------------- | ------------- | ------ | ------ | ------ | ------ | ------ | ------ | ------ | ------ | ------ | ------ | ---------------------------------- | ---------------------------------- | ------------------------- | ------------------------- |
| 2005/06                                                                                         | Спринт        | —      | —      | —      | —      | —      | —      | —      | —      | —      | Хол 69 | 0                                  | НК                                 | 0                         | НК                        |
| 2006/07                                                                                         | ИГ            | —      | —      | Хох 14 | —      | —      | —      | —      | Лах 32 | —      | —      | 18                                 | 37                                 | 18                        | 62                        |
| 2006/07                                                                                         | Спринт        | —      | Хох 65 | Хох 77 | Обе 34 | —      | —      | ЧМ 44  | Лах 39 | Хол 71 | —      | 0                                  | НК                                 | 18                        | 62                        |
| 2006/07                                                                                         | Преследование | —      | —      | —      | Обе 47 | —      | —      | ЧМ 37  | Лах 37 | —      | —      | 0                                  | НК                                 | 18                        | 62                        |
| 2007/08                                                                                         | ИГ            | Кон 84 | —      | Пок 14 | —      | —      | —      | ЧМ 24  | —      | —      | —      | 25                                 | 28                                 | 32                        | 51                        |
| 2007/08                                                                                         | Спринт        | Кон 90 | Хох 39 | Пок 30 | Обе 25 | Руп 62 | Ант 54 | —      | ПХЁ 38 | ХАН 46 | ХОЛ 70 | 7                                  | 59                                 | 32                        | 51                        |
| 2007/08                                                                                         | Преследование | -      | Хох 47 | —      | —      | —      | —      | —      | ПХЁ 31 | ХАН 47 | —      | 0                                  | НК                                 | 32                        | 51                        |
| 2008/09                                                                                         | ИГ            | Эст 67 | —      | Хох 60 | —      | —      | —      | —      | Ван 17 | —      | —      | 24                                 | 49                                 | 91                        | 58                        |
| 2008/09                                                                                         | Спринт        | Эст 73 | Хох 22 | Хох 31 | Обе 35 | Руп 47 | Ант 44 | —      | Ван 15 | Тро 47 | —      | 61                                 | 42                                 | 91                        | 58                        |
| 2008/09                                                                                         | Преследование | —      | Хох 47 | —      | —      | Руп НФ | —      | —      | —      | Тро 35 | —      | 6                                  | 74                                 | 91                        | 58                        |
| 2009/10                                                                                         | ИГ            | Эст НФ | —      | —      | —      | —      | —      | —      | —      | —      | —      | 0                                  | НК                                 | 0                         | НК                        |
| 2009/10                                                                                         | Спринт        | Эст 48 | Хох 91 | —      | —      | —      | —      | —      | —      | —      | —      | 0                                  | НК                                 | 0                         | НК                        |
| 2010/11                                                                                         | ИГ            | Эст 28 | —      | Пок 49 | —      | Руп 38 | —      | —      | —      | —      | —      | 16                                 | 52                                 | 101                       | 49                        |
| 2010/11                                                                                         | Спринт        | Эст 54 | Хох 17 | —      | Обе 68 | Руп 21 | Ант 47 | Пре 33 | Фор 38 | —      | Хол 69 | 55                                 | 44                                 | 101                       | 49                        |
| 2010/11                                                                                         | Преследование | Эст 53 | Хох 29 | —      | —      | Руп 23 | —      | Пре 44 | Фор 41 | —      | —      | 30                                 | 48                                 | 101                       | 49                        |
| Примечание: НФ — стартовала в гонке, но не финишировала. Жёлтым цветом выделены победные гонки. |               |        |        |        |        |        |        |        |        |        |        |                                    |                                    |                           |                           |
| По состоянию на 23 марта 2011 года                                                              |               |        |        |        |        |        |        |        |        |        |        |                                    |                                    |                           |                           |